# 红紫曲霉
红紫曲霉（学名：Aspergillus puniceus）是属于散囊菌目发菌科曲霉属的一种真菌，可生长在土壤、药材、腐草等基物上。该种分布于中国、哥斯达黎加、印度、巴拿马、新加坡、巴基斯坦等地。